# مقاطعة كولبيرت (ألاباما)
مقاطعة كولبيرت (بالإنجليزية: Colbert County, Alabama)‏ هي إحدى مقاطعات ولاية ألاباما في الولايات المتحدة. تأسست سنة 1867، بلغ عدد سكانها 54428 نسمة في عام 2010 حسب إحصاء مكتب تعداد الولايات المتحدة .

## أعلام
- إد ويست

## وصلات خارجية
- www.colbertcounty.org/